# Каула (остров)
Каула (гав. Kaʻula) — небольшой остров в составе Гавайских островов. В административном отношении входит в состав округа Кауаи штата Гавайи, США. Имеет форму полумесяца. Площадь острова составляет 0,64 км²; по данным переписи 2000 года постоянного населения на Каула нет.

## География
Расположен в 37 км к юго-западу от острова Ниихау и примерно в 280 км к западу от столицы штата, города Гонолулу. Самая высокая точка острова составляет 167 м над уровнем моря. Береговая линия — высокая и скалистая, представляет собой клифы. На северо-западе острова имеется крупная пещера под названием Кахалауаола (Kahalauaola).

## История
Каула был одним из первых пяти островов, которые увидел Джеймс Кук в ходе своего плавания 1778 года. в 1932 году на острове был построен маяк, который функционировал вплоть до 1947 года.

## Экономика
Остров Каула является популярным местом для дайвинга, кроме того, он часто посещается рыбаками.